# Porphyrostachys
Porphyrostachys es un género de orquídeas de la subfamilia Orchidoideae. Se distribuyen desde Ecuador hasta Perú.

## Especies
A continuación se brinda un listado de las especies del género Porphyrostachys aceptadas hasta mayo de 2011, ordenadas alfabéticamente. Para cada una se indica el nombre binomial seguido del autor, abreviado según las convenciones y usos y la publicación válida.
1. Porphyrostachys parviflora (C.Schweinf.) Garay, Bot. Mus. Leafl. 26: 1 (1978).
2. Porphyrostachys pilifera (Kunth) Rchb.f., Xenia Orchid. 1: 18 (1854).